# Чёрн (коммуна)
Чёрн (швед. Tjörns kommun) — коммуна в лене Вестра-Гёталанд (историческая провинция Бохуслен, Швеция), созданная в 1971 году путём преобразования Чёрнской сельской коммуны.
Территория коммуны — 168 км². В неё входит остров Чёрн, а также ещё 1546 островков. Административный центр — Шерхамн, другие относительно крупные населённые пункты — Рённенг, Мюггенес, Хёвикснес, Кледесхольмен. Население коммуны составляет 14 959 жителей (2012).

## Экономика
В коммуне действует 1800 предприятий, среди которых преобладают малые и средние. Каждый десятый её житель имеет своё дело. Значительную роль в экономике играют морские перевозки, туризм, торговля, строительство и сельское хозяйство.

## Крупнейшие острова коммуны
- Чёрн
- Дюрён
- Флатхольмен
- Херён
- Кледесхольмен
- Лилла-Аскерён
- Лилла-Браттён
- Мьёрн
- Чёрнекальв
- Остуль